# Getaway Special

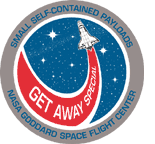
Logotype du programme.

Getaway Special (GAS) est un programme de la National Aeronautics and Space Administration (NASA) qui offre aux personnes ou aux groupes intéressés la possibilité de réaliser de petites expériences à bord de la navette spatiale américaine.
Au cours des vingt années d'existence du programme, plus de 170 missions individuelles ont été effectuées. Le programme, qui était officiellement connu sous le nom de Small, Self-Contained Payloads program, a été annulé à la suite de l'accident de la navette spatiale Columbia le 1er février 2003.

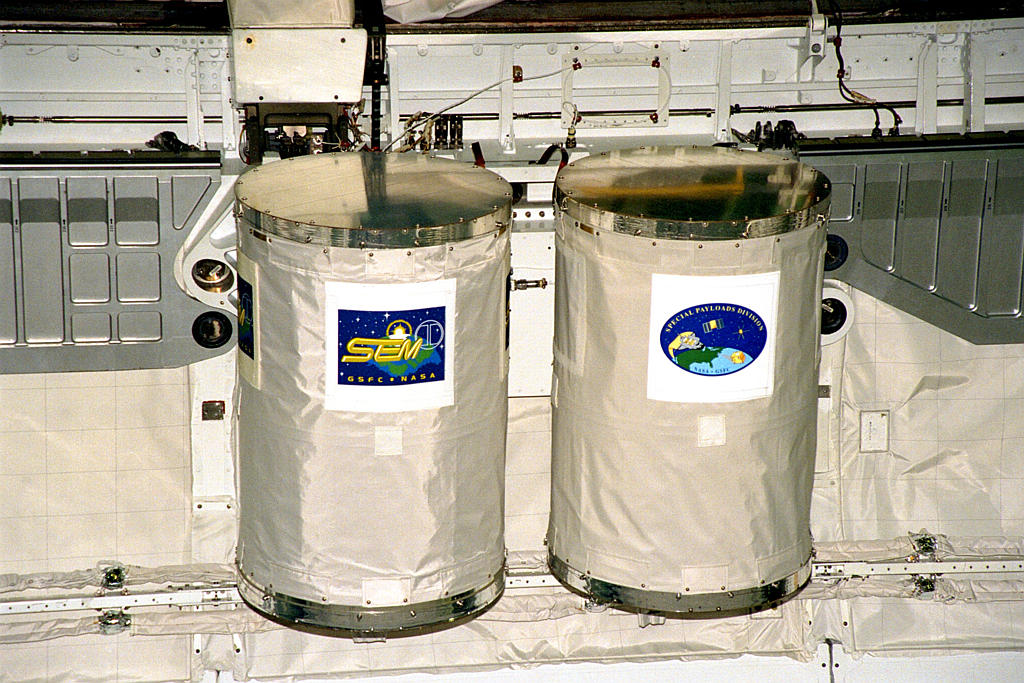
Deux expériences GAS lors de la mission STS-91.